# 2891 McGetchin
2891 McGetchin је астероид са средњом удаљеношћу од Сунца која износи 3,360 астрономских јединица (АЈ).
Апсолутна магнитуда астероида је 11,2.